# تراتونیوم
تراتونیوم (آلمانی: Trautonium) یک ساز الکترونیک یک‌صدایی است که توسط فردریش تراوین در حدود سال ۱۹۲۹ در برلین اختراع شد.

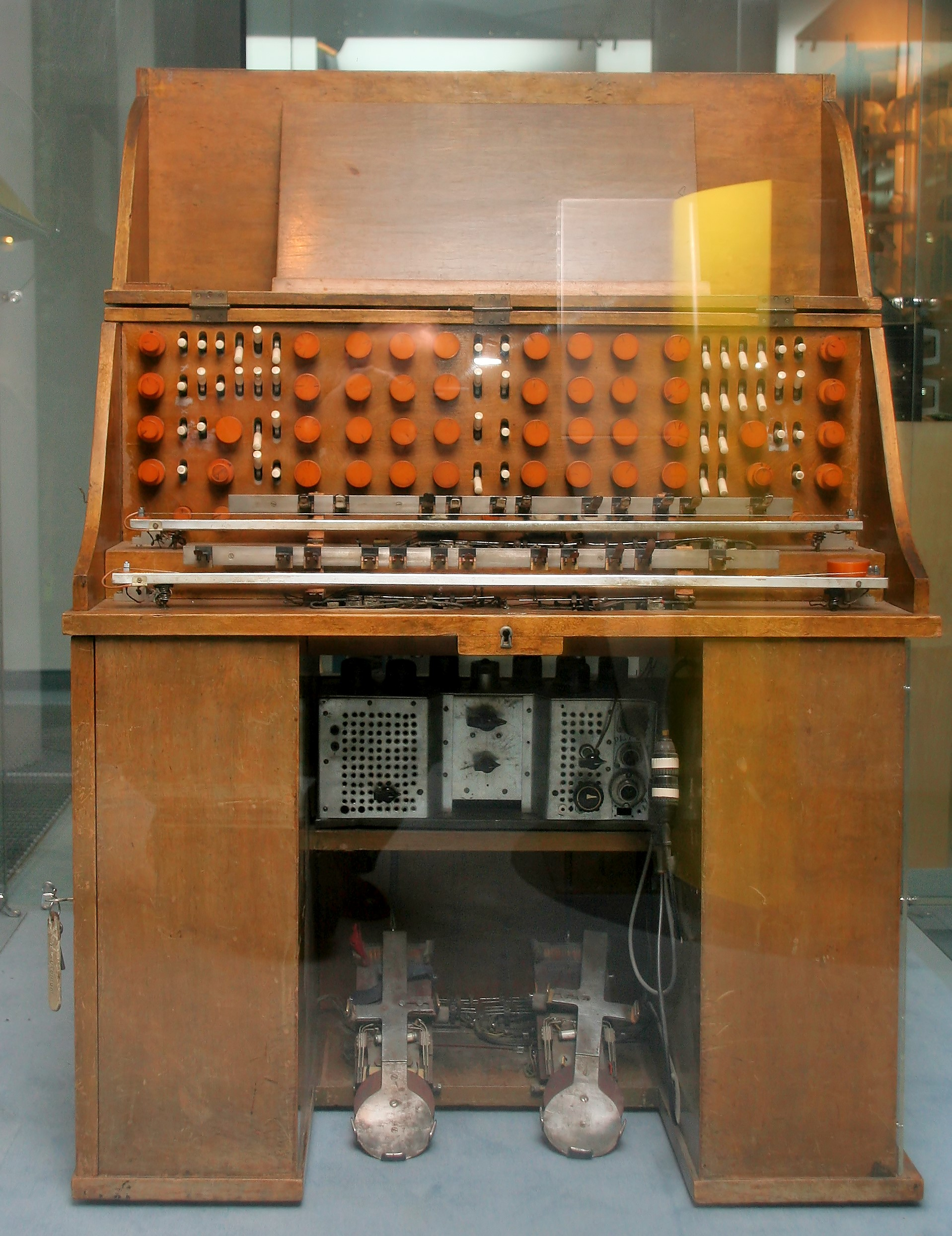

بعداً اسکار سالا به او پیوست و توسعه این ساز تا زمان مرگ سالا در سال ۲۰۰۲ ادامه یافت. این ساز توسط کیبورد کار نمی‌کند، بلکه توسط یک سیم مقاومتی کار می‌کند که روی یک صفحه فلزی کشیده شده و برای تولید صدا فشار داده می‌شود. با فشار دادن سیم یک مدار الکتریکی بسته می‌شود و نقطه تماس طول سیمی را که جریان از آن عبور می‌کند و در نتیجه مقاومت الکتریکی را تعیین می‌کند. به این ترتیب می‌توانید صداهای مختلفی تولید کنید. نواختن رسا روی این سیم با لغزش آن یا ایجاد ویبراتو با حرکات کوچک امکان‌پذیر می‌شد.
پل هیندمیت چندین سه‌گانه کوتاه برای سه تریتون نوشت که در سه آهنگ مختلف کوک شده بودند: باس (گونه صدا)، وسط و بلند. یکی از اولین اصلاحات زالا اضافه کردن یک سوئیچ برای تغییر تنظیم استاتیک بود. بعداً او یک مولد نویز و مولد پاکت (به نام سچلاگورک)، یک فیلتر اجزای صوتی (چند فیلتر محدوده فرکانس) و نوسانگرهای ساب هارمونیک را اضافه کرد. این نوسانگرها یک گام اصلی و چندین هارمونیک تولید می‌کنند که مضرب آهنگ اصلی نیستند، بلکه قطعاتی از آن هستند. چهار مورد از این امواج را می‌توان مخلوط کرد و بازیکن می‌تواند بین این آرایه‌های از پیش تعیین شده جابجا شود. به همین دلیل این ساز را «تروتونیوم اربل» می‌نامند. اسکار زالا برای فیلم‌های صنعتی موسیقی ساخت، اما معروف‌ترین موسیقی متن او حاوی سر و صداهای فیلم پرندگان آلفرد هیچکاک بود.
سازنده آلمانی دوپفر لوازم جانبی را به بازار عرضه می‌کند که شبیه یک سینت سایزر شبیه تراتونیوم هستند.